# Jaborosa laciniata
Jaborosa laciniata là loài thực vật có hoa trong họ Cà. Loài này được (Miers) Hunz. mô tả khoa học đầu tiên năm 1987.